# Haematopinus suis
A Haematopinus suis a rovarok (Insecta) osztályának a tetvek (Phthiraptera) rendjébe, ezen belül a Haematopinidae családjába tartozó faj.

## Előfordulása
A Haematopinus suis világszerte előfordul, azaz kozmopolita élőlény.

## Megjelenése
Az állat testhossza 5-6 milliméter.

## Életmódja
Amint a fajneve is mutatja, azaz a suis, ez a tetűfaj a disznóféléken, főleg a házi sertésen élősködik. Amellett, hogy a sertés vérét szívja, számos betegséget is okozhat; továbbá a csípéshelye viszket és az állat a vakarózással megfertőződhet. Ennek a tetűnek az élettartama, csak egy hónap.

## Szaporodása
A nőstény az ivarképes korának minden napján lerak néhány petét; ezeket a disznók szőrére ragasztja. A kikeléshez, körülbelül 2-3 hét kell, hogy elteljen.